# Aveluy
Aveluy – miejscowość i gmina we Francji, w regionie Hauts-de-France, w departamencie Somma.
Według danych na rok 2011 gminę zamieszkiwało 505 osób, a gęstość zaludnienia wynosiła 76 osób/km² (wśród 2293 gmin Pikardii Aveluy plasuje się na 524. miejscu pod względem liczby ludności, natomiast pod względem powierzchni na miejscu 716.).